# Toute la night
Toute la night is een lied van de Nederlandse zanger Jonna Fraser in samenwerking met de Belgische rapper Dystinct en de Nederlandse producer SRNO. Het werd in 2023 als single uitgebracht en stond in hetzelfde jaar als vierde track op het album Blessed for life van Jonna Fraser.

## Achtergrond
Toute la night is geschreven door Jonathan Jeffrey Grando, Iliass Mansouri, Mbarek Noual en Serrano Gaddum en geproduceerd door SRNO. Het is een nummer uit het genre nederhop. In het lied zingt de liedverteller over hoe gaat hij wil dat een dame bij hem blijft en de nacht met hem doorbrengt. Het lied is deels in het Nederlands en deels in het Frans gezongen. De bijbehorende videoclip is opgenomen in Parijs. De single heeft in Nederland de gouden status.
Het is de eerste keer dat de drie artiesten samen met elkaar op een track te horen zijn. Wel hadden Jonna Fraser en SRNO al meerdere keren met elkaar samengewerkt, op Samen met mij en op Freaky.

## Hitnoteringen
De artiesten hadden succes met het lied in Nederland. Het piekte op de veertiende plaats van de Single Top 100 en stond elf weken in deze hitlijst. De Top 40 werd niet bereikt; het lied bleef steken op de tweede plaats van de Tipparade.